# Digitala arkivsystem
Digitala arkivsystem (eArkiv) är arkiv för elektroniskt bevarande, hantering och återsökning av digital information. Informationen kan vara alla typer och format av elektroniska dokument - skannade pappersdokument, strukturerad information så som XML, textdokument, foton, teckningar, ljud, filmer, med mera.
Det som kännetecknar digital arkivering är att den normalt sett kräver kontinuerliga resurser och teknisk expertis för att möta kontinuerlig utveckling och förändring av standarder och lösningar. Digital arkivering är därför inte endast långtidslagring, utan också de processer, aktiviteter och stöd som krävs för att upprätthålla en långsiktig, felfri arkivering av digital information.

## Om digitala arkivsystem
Vårt kulturarv har genom historien bevarats på många olika typer av media - sten, trä, tyg, papper med mera. Numera existerar stora volymer digital information, inklusive strukturerad verksamhetsinformation, e-post, bloggar, webbaserade bildkataloger och så vidare, och dessa är ofta under kontinuerlig förändring. Det som är signifikant för digital information är att den är lätt att uppdatera och därmed svår att bevara som stabila versioner.
För organisationer är det vanligt att stora mängder information hanteras digitalt. Det kan vara verksamhetsinformation såsom forskningsresultat, analyser och rapporter, beslut, journalinformation, ekonomisk information, loggar med mera. För en effektiv verksamhet, och på grund av regler och lagar, måste viss information arkiveras. 

## Digital hållbarhet
Avgörande i ett digitalt arkiv är digital hållbarhet. Ett digitalt arkiv kommer att existera under en mycket lång tid och under den tiden kommer mycket att förändras inom datorindustri och digital lagring. Till skillnad från traditionella arkiv krävs en aktiv och kontinuerlig process för att upprätthålla ett digitalt arkiv. Digital hållbarhet kräver både en teknisk struktur och lösning såväl som en infrastruktur med organisation, processer och ansvar som kan hantera kontinuerlig utveckling och underhåll av det digitala arkivet. 

## Standarder
Den främsta standarden inom området är en öppen referensmodell kallad “Open Archival Information System” (OAIS) och utvecklades av NASA. Referensmodellen (ISO 14721:2003) definierar ett antal kriterier som måste uppfyllas:
- Granska och acceptera korrekt information från informationsleverantören.
- Försäkra sig om att den levererade informationen kan bevaras långsiktigt.
- Fastställa vilka som i framtiden kommer att återsöka informationen och därmed ska kunna tolka informationen.
- Försäkra sig om att de som kommer att återsöka informationen kan göra detta oberoende och utan hjälp av expertis.
- Följa dokumenterade policyer och processer för att försäkra sig om att informationen bevaras över tiden samt kan lämnas ut som autentiska kopior eller spårbara tillbaka till originalinformationen.
- Se till att informationen görs tillgängligt för de som kommer att återsöka.

Som en del av referensmodellen tillhandahålls ett omfattande ramverk för bevarande, processer, terminologi, koncept och rekommendationer.
OAIS behandlar även tekniska aspekter för den digitala informationens hela livscykel - lagring på ett långsiktigt säkert sätt, datamanagement, åtkomst och distribution av information. Modellen adresserar metadata och rekommenderar fem typer av metadata - referensinformation (identifikation), ursprung (och historik), innehåll, autenticitet och representation (format, filstruktur och dylikt). OAIS berör även krav på ett bevarandesystem.

## Strategier
Det finns ett stort antal beaktanden att göra för att en organisation ska kunna utveckla sin organisations strategi för digital aktivering. En strategi utvecklad av Online Computer Library Center  bygger på en strategi i fyra punkter:
- Bedömningen av riskerna för förlust av digital information görs utifrån ett antal av tekniska variabler som styrs av vilka filformat och program som används, ex. proprietära filformat och program.
- Utvärderingen av den digitala informationen för att avgöra om konvertering eller andra bevarandeåtgärder bör tillämpas
- Fastställande av lämpliga metadata för varje typ av digital information
- Behov av tillgänglighet till arkiverad digital information

Det finns naturligtvis flera ytterligare strategier som organisationer kan använda för att aktivt motverka förlusten av digital information. 
OAIS-modellen beskriver Information Packages för att hantera de digitala leveranserna, deras bevarande och framtida användning. Informationen som levereras till arkivet kallas leveranspaket, Submission Information Packages. Den information som bevaras i arkivet benämns arkivpaket, Achival Information Packages. Slutligen, den information som utlämnas från arkivet betecknas Dissemination Information Packages. 
Leveranspaket består vanligtvis av både data och metadata, där metadata ofta är i ett xml-format. Även data kan vara xml, men naturligtvis var i andra format. Riksarkivet tillhandahåller i Sverige både riktlinjer och rekommendationer för format. Dessa riktlinjer är styrande och måste följas för vissa arkiv.